# Underwriters Laboratories

Símbolo UL.

Underwriters Laboratories (UL) é uma organização fundada em 1894 nos Estados Unidos da América (EUA) que faz a certificação de produtos e sua segurança. (Comparável com as alemãs VDE, TÜV, e outras).
O símbolo UL encontra-se em muitos produtos, em especial nos da área de Electrotécnica. Produtos exportados para os EUA geralmente necessitam   ser classificados de acordo com as regras e normas UL em vigor.
Um papel importante é, por exemplo, a classificação quanto à inflamabilidade de plásticos de acordo com o critério UL94. (UL 94 = Tests for Flammability of Plastic Materials for Parts in Devices and Applications).
Para a classificação de um determinado plástico quanto a várias de suas características (por exemplo: sua inflamabilidade) é concedido um número de ficheiro e um cartão amarelo (yellow card). Tudo isto a pedido e a custo do produtor do material.
Estas informações encontram-se à disposição de cada consumidor na Internet e nas publicações da UL.